# Banana Republic (azienda)
Banana Republic è un rivenditore di abbigliamento e accessori di proprietà della multinazionale statunitense Gap Inc. Fondata nel 1978 da Mel e Patricia Ziegler, è stata acquisita nel 1983 da Gap che ha dato alla società un'immagine più raffinata. Banana Republic ha oggi oltre 600 punti vendita distribuiti a livello internazionale.

## Storia
Banana Republic è stata fondata da Mel e Patricia Ziegler nel 1978. il tema iniziale della società di abbigliamento era quello relativo ai viaggi safari; supportato da un particolare, eccentrico catalogo illustrato a mano che presentava i capi di abbigliamento inseriti in storie ambientate in luoghi esotici e carichi di fascino. Molte di queste storie avevano autori noti, tra cui Cyra McFadden. Alla decorazione del catalogo ha fatto seguito un'analoga decorazione, secondo lo stesso tema, dei negozi, dove erano spesso reperibili elementi autentici come Jeep vere, fogliame, o riferimenti ad elementi naturali come gli elementi atmosferici (nebbia, vapore). 
The Gap, Inc. ha acquisito Banana Republic nel 1983, facendone principalmente un rivenditore di articoli di abbigliamento di fascia alta. Lo stile eccentrico e ricercato di cataloghi e arredamento dei negozi è stato sostituito da uno stile più lussuoso ma meno originale. Per rimarcare il suo profilo lussuoso Banana Republic allestisce spesso i suoi punti vendita in edifici storici, a tal scopo restaurati.

## Negozi

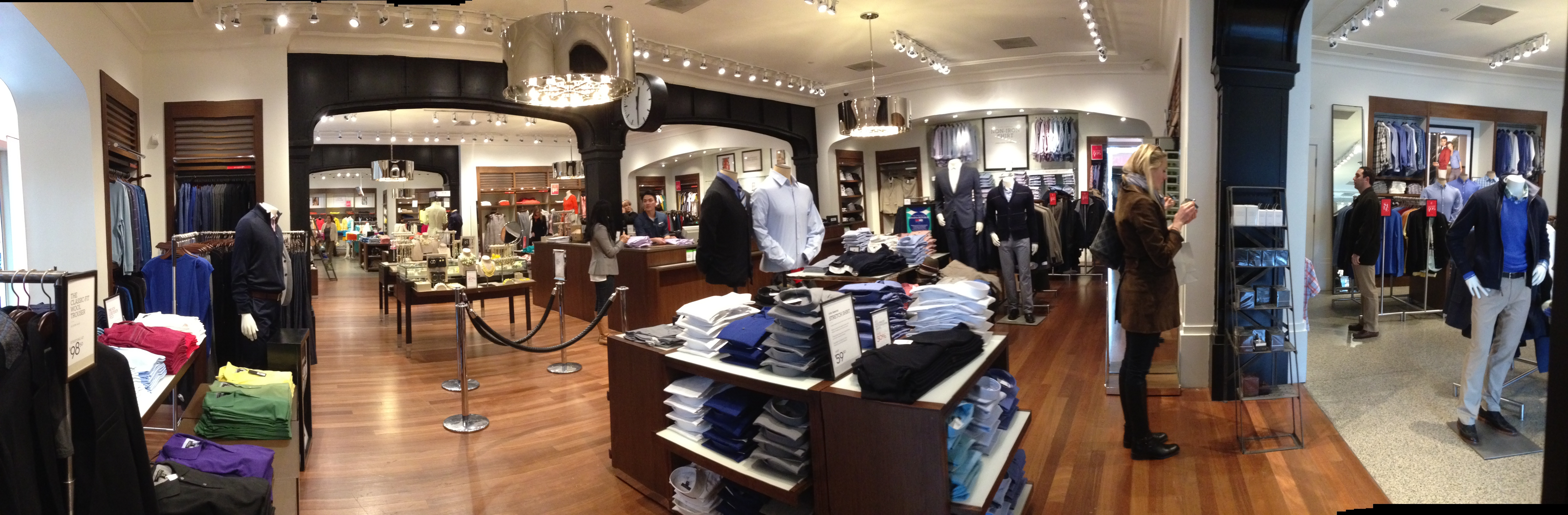
Interni del negozio della 42ª Strada a New York

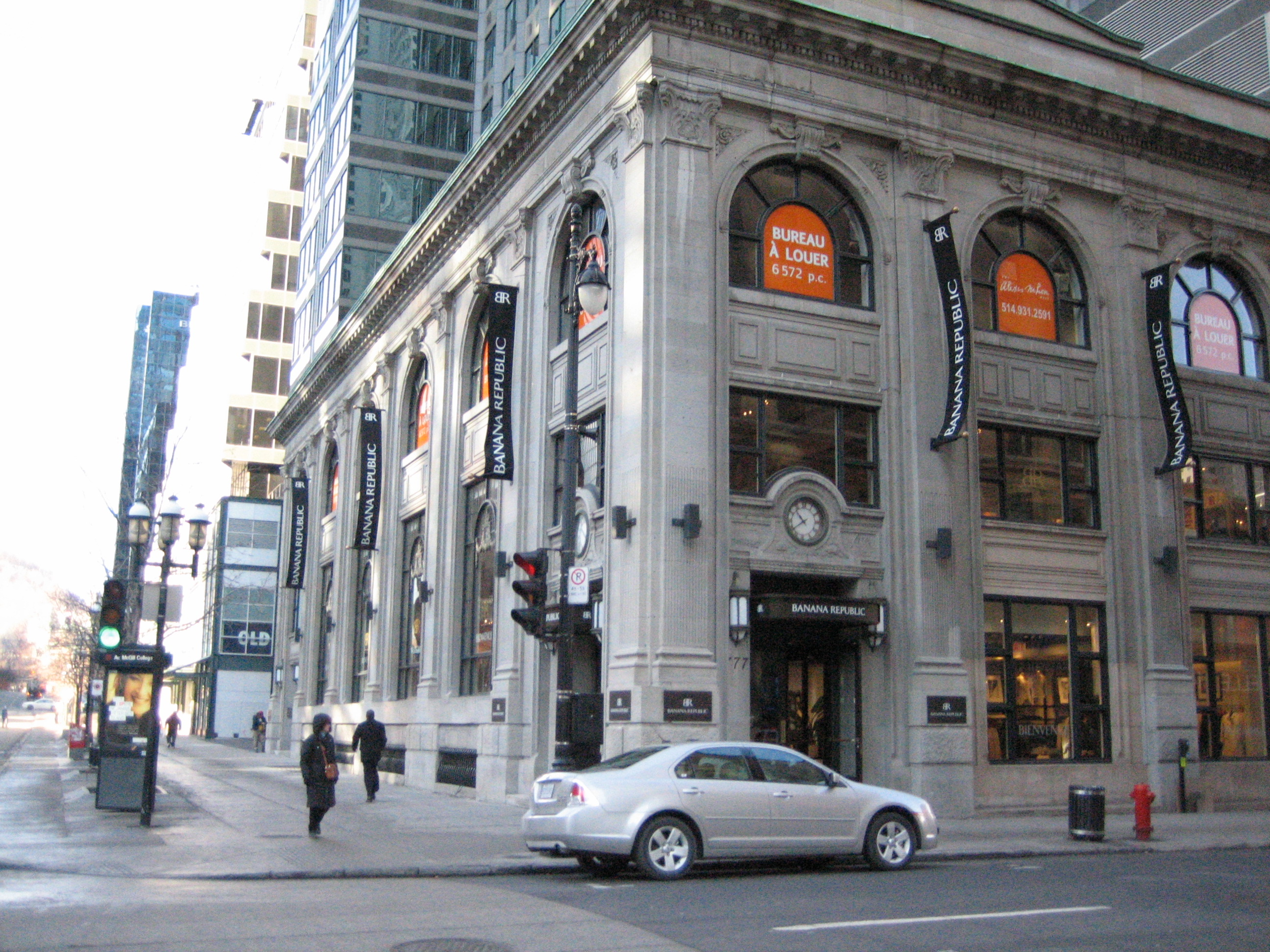
Negozio canadese di Banana Republic in Saint Catherine Street a Montréal, Quebec.

L'azienda gestisce oltre 500 negozi Banana Republic negli Stati Uniti e 26 negozi in Canada . The Gap , Inc. sta espandendo la sua presenza internazionale con accordi di franchising per Gap e Banana Republic in Asia, Europa e Medio Oriente.
Banana Republic ha aperto il suo primo negozio fuori del Nord America nel 2005 nella Ginza, il più prestigioso quartiere dello shopping di lusso di Tokyo. La presenza di Banana Republic in Corea del Sud ha debuttato il 24 agosto 2007 con un punto vendita nel quartiere alla moda Apkujeong di Seul . Nel 2007 sono stati aperti i negozi Banana Republic presso il centro commerciale Avenues a Kuwait City (Kuwait), Senayan City e Giacarta (Indonesia) e al Pavilion Kuala Lumpur a Kuala Lumpur in Malaysia.
Banana Republic ha aperto il suo primo negozio in Turchia il 15 marzo 2008 nella Kanyon Shopping Mall di Istanbul. Nel maggio del 2008, sono stati aperti altri 2 negozi ad Istanbul, presso İstinye Park Shopping Mall e Nisantasi. Altri negozi sono stati progettati ad Ankara e Smirne alla fine del 2008 per portare il numero totale di negozi in Turchia a sei.
Banana Republic è stato introdotto in Arabia Saudita a fine 2008, con una prima apertura nel Mall of Arabia a Jeddah e una seconda a Riyadh, nel marzo 2009.
Il 20 marzo del 2008, Banana Republic ha aperto un punto vendita di 1.600 m² a Regent Street a Londra (Inghilterra). Il 9 maggio 2008 , Banana Republic ha aperto il suo punto vendita a Greenbelt 5 a Makati City (Filippine).
Il 2 dicembre 2010 Banana Republic tenta l'ingresso nel mercato italiano aprendo a Milano, nel centralissimo Corso Vittorio Emanuele. Il negozio ha tuttavia chiuso il 17 gennaio 2017. 
| America del Nord - Canada: 40 - Stati Uniti: 536 Africa - Marocco: 1 - Sudafrica: 1 Europa - Francia: 1 - Turchia: 6 - Regno Unito: 8 - Georgia: 1 | Asia - Bahrein: 1 - Indonesia: 3 - Giappone: 28 - Kuwait: 1 - Malaysia: 2 - Filippine: 4 - Qatar: 1 - Russia: 2 - Arabia Saudita: 3 - Singapore: 2 - Corea del Sud: 9 - Emirati Arabi Uniti: 3 - Vietnam: 1 | America latina - Cile: 1 - Colombia: 1 - Panama: 2 - Messico: 5 - Perù: 1 |

## Linee di abbigliamento
| Collezioni - BR Monogram - Edition by Banana Republic - Heritage - Luxe Leisure - Elevated Work | Capsule collections - Trina Turk® - Anna Karenina® - Mad Men® - Milly NY® - Issa London® - L'Wren Scott® |